# Merry Mount
Merry Mount opus 31 is de enige opera van de Amerikaanse componist Howard Hanson.
De opera in drie aktes en zes scènes is geschreven in de periode 1930-1934. Hanson had toen in bijna alle genres van de klassieke muziek geschreven, maar nog geen opera. Hij kreeg een opdracht van het Metropolitan Opera in New York om een dergelijk werk te componeren. De première met beroepsorkest etc. werd gegeven door de MET op 10 februari 1934 onder leiding van Tullio Serafin, een optreden dat tevens een live radioconcert was. Kort daarna volgden negen uitvoeringen. Ook in andere steden werd de opera uitgevoerd; soms alleen in concertvorm. Het feit dat opera in die dagen werd verdrongen door andere muziekuitingen zoals musicals en films (en een combinatie daarvan), zorgde er uiteindelijk voor dat het bij die eerste aanzet is gebleven. Ook de inhoud van de opera heeft er waarschijnlijk toe bijgedragen dat uitvoeringen in met name het midden van de V.S. achterwege bleven.
Merry Mount wordt gezien als de eerste volledig Amerikaanse opera; componist, librettist, schrijver, première etc. alles is Amerikaans. Daarbij komt nog eens dat de muziek uitermate Amerikaans is. Er is weliswaar sprake van een opera zoals in de Europese traditie, maar op sommige momenten neigt het werk naar een musical (maar dan niet al te licht) of zelfs filmmuziek, zoals die geschreven werd tijdens de filmdagen van de jaren 30 en 40 van de 20e eeuw.

## Verhaal
De opera is gebaseerd op het boek The Maypole of Merry Mount van Nathaniel Hawthorne en een bewerking van Richard L. Stokes. Hawthorne had al eerder geschreven over geloofskwesties (zie zijn voorgeschiedenis) en kwam nu met een verhaal waarin rondtrekkende handelaren tegenover intolerante en betweterige Puriteinen kwam te staan.

## Delen
- Akte I: The Village (Midday);
- Akte II; scène 1: The Maypole (afternoon);
- Akte II: scène 2: The Forest (twilight);
- Akte III: scène 3: Bradford’s Dream: The Hellish Rendezvous;
- Akte III: scène 1: The Forest;
- Akte III: scène 2: The Village.

## Suite
In 1938 distilleerde Hanson een suite voor orkest uit de opera; de delen zijn:
- Overture (lento);
- Children's dance (allegro molto)
- Love Duet (Largamente, molto espressivo)
- Prelude to Act II and Maypole Dances (Allegro grazioso, piu aninamto, Allegro molto).

## Bron en discografie
- Opera: Uitgave Naxos: solisten, koor en symfonie-orkest van Seattle o.l.v. Gerard Schwarz;
- Suite: Uitegave Delos International 3105: Seattle Symphony o.l.v. Gerard Schwarz.